# Gabriel Oddone
Gabriel Oddone París (Montevideo, 5 de septiembre de 1963) es un economista y docente uruguayo. Es el actual Ministro de Economía y Finanzas de Uruguay desde el 1 de marzo de 2025.

## Biografía
Es hijo del matrimonio de historiadores Blanca París de Oddone y Juan Oddone. 
Graduado en economía en la Universidad de la República, obtuvo su doctorado en historia económica por la Universidad de Barcelona. Fue socio en el estudio profesional CPA Ferrere como responsable de las áreas de Análisis Económico y Finanzas. Se desempeña como consultor del BID, Banco Mundial y otros organismos internacionales en modernización de la Administración Pública, el Poder Judicial y la Educación en países latinoamericanos. También ejerce la docencia en la Universidad de la República, en las áreas de Política Económica y de Fundamentos de Análisis Económico; y de Historia Económica en la Universidad ORT Uruguay.
Fue miembro del Partido Socialista del Uruguay hasta el año 2015. Durante la administración de José Mujica, su nombre sonó para integrar el equipo económico del gobierno. Es un referente económico respetado por profesionales de varias tendencias; en su opinión, para el año 2020 Uruguay necesitaba realizar un ajuste fiscal.
En agosto de 2024 fue firmante, dentro de un grupo de 111 economistas y profesionales de carreras similares pertenecientes al Frente Amplio, lanzaron un portal llamado "Frenteamplistas por el No" (entre ellos Mario Bergara, Álvaro García, Fernando Lorenzo, Jorge Polgar, entre otros); con un documento que manifestaba su desacuerdo con el plebiscito de reforma previsional propuesto por el PIT-CNT.

### Actualidad
Yamandú Orsi (Presidente electo en las Elecciones de 2024), anunció que Oddone será Ministro de Economía.El nuevo equipo económico, conformado por Oddone como Ministro, Martín Vallcorba como Viceministro, Rodrigo Arim como Director de OPP, Jorge Polgar como Subdirector de OPP, y Guillermo Tolosa como Presidente del Banco Central, comenzaron el proceso de transición.

## Obras
- 2024, El despegue: cómo crecer y distribuir en Uruguay, en la mirada de Gabriel Oddone (con Nicolás Batalla). Montevideo: Debate.
- 2017, Historia institucional del Banco Central del Uruguay (con Julio de Brun, Ariel Banda y Juan Andrés Moraes). Ediciones de la Banda Oriental.
- 2010, El declive. Una mirada de la economía de Uruguay del siglo XX. Montevideo: Linardi y Risso.